# Acanthochondria priacanthi
Acanthochondria priacanthi – gatunek widłonoga z rodziny Chondracanthidae. Nazwa naukowa tego gatunku skorupiaków została opublikowana w 1964 roku przez japońskiego zoologa Sueo M. Shiino. 